# Terry Rozier
Terry William Rozier III (Youngstown, Ohio, 17 de marzo de 1994) es un baloncestista estadounidense que pertenece a la plantilla de los Miami Heat de la NBA. Con 1,85 metros de estatura, juega en la posición de base o escolta.

## Trayectoria deportiva

### Universidad
Jugó dos temporadas de baloncesto universitario con los Cardinals de la Universidad de Louisville, en las que promedió 12,9 puntos, 4,1 rebotes y 2,6 asistencias por partido. En su primera temporada en los Cardinals fue incluido en el mejor quinteto de novatos de la Atlantic Coast Conference, tras promediar 8,8 puntos, 3,2 rebotes y 1,5 robos de balón.
Al año siguiente lideró la conferencia en robos de balón, con 2,0 por partido, siendo incluido en el segundo mejor quinteto de la conferencia. El 30 de marzo de 2015, él y su compañero de equipo Montrezl Harrell se declararon elegibles para el draft de la NBA, renunciando a los dos años que le quedaban como universitario.

#### Estadísticas
| Año     | Equipo     | PJ | PT | MPP  | %TC  | %3P  | %TL  | RPP | APP | ROB | TPP | PPP  |
| ------- | ---------- | -- | -- | ---- | ---- | ---- | ---- | --- | --- | --- | --- | ---- |
| 2013–14 | Louisville | 37 | 10 | 18.9 | .401 | .371 | .712 | 3.1 | 1.8 | 1.0 | .1  | 7.0  |
| 2014–15 | Louisville | 36 | 35 | 35.0 | .411 | .306 | .790 | 5.6 | 3.0 | 2.0 | .2  | 17.1 |
| Total   | Total      | 73 | 45 | 26.8 | .408 | .331 | .772 | 4.3 | 2.4 | 1.5 | .1  | 12.0 |

### Profesional

#### Boston Celtics

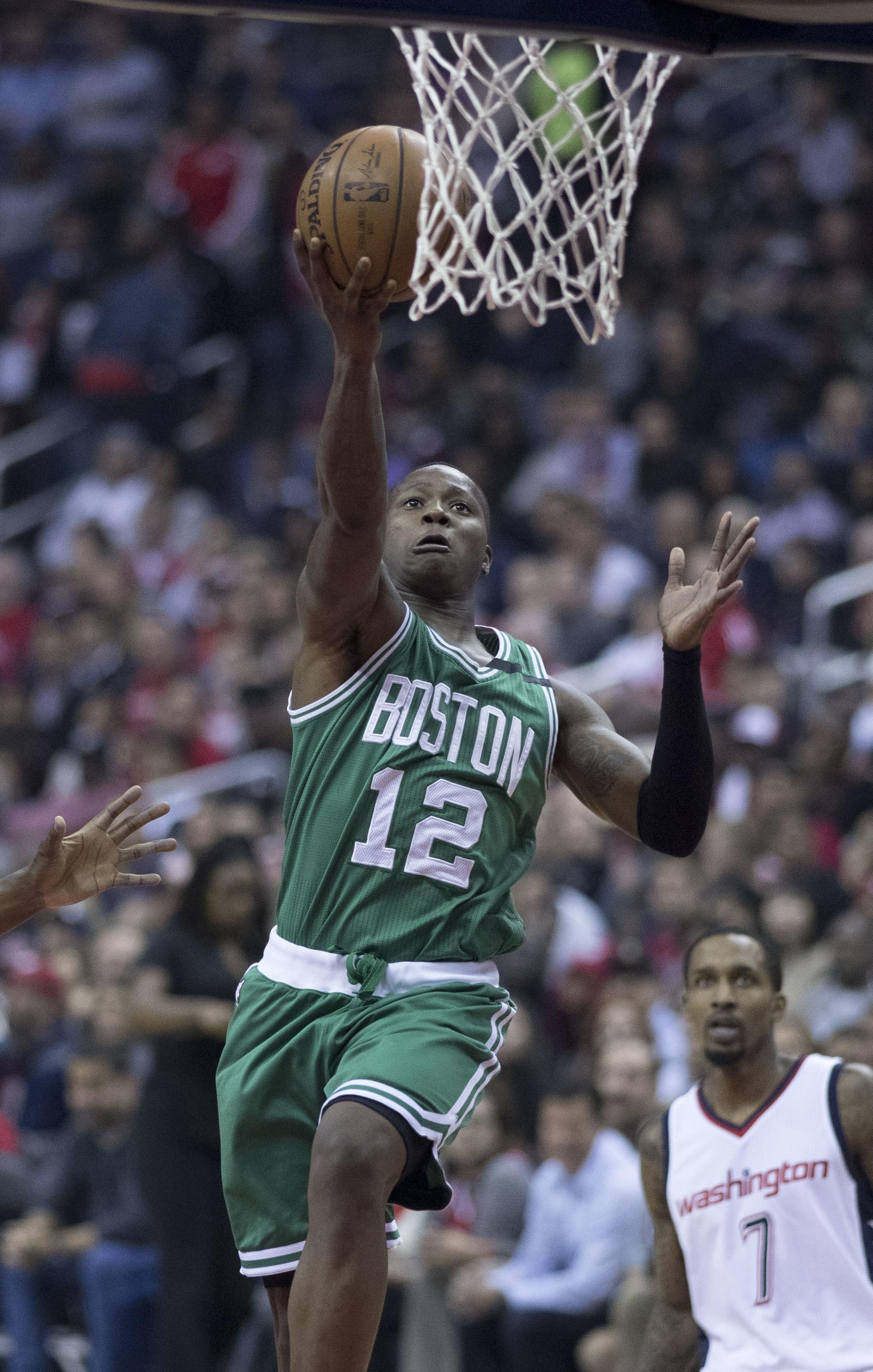
Rozier con Boston en 2017.

El 25 de junio de 2015, fue seleccionado en la decimosexta posición del Draft de la NBA de 2015 por los Boston Celtics. El 27 de julio de 2015, Rozier firmó su contrato de novato con los Celtics.

#### Charlotte Hornets
Tras cuatro años en Boston, el 6 de julio de 2019, es traspasado a Charlotte Hornets, como parte del movimiento de Kemba Walker. Firma un contrato de 3 años y $56,7 millones. El 18 de diciembre de 2019, anota 35 puntos ante Cleveland Cavaliers. El 8 de marzo, anota 40 puntos ante Atlanta Hawks.
En su segunda temporada en Charlotte, el 23 de diciembre de 2020, anota 42 puntos ante Cleveland Cavaliers. Y el 9 de mayo de 2021 ante New Orleans Pelicans, consigue su récord personal con 43 puntos.
El 19 de agosto de 2021, acuerda una extensión de contrato con los Hornets por $97 millones y 4 años.
Durante su quinta temporada en Charlotte, el 29 de diciembre de 2023 anota 42 puntos ante Phoenix Suns.

#### Miami Heat
Pero el 23 de enero de 2024, es traspasado a Miami Heat a cambio de Kyle Lowry.

## Estadísticas de su carrera en la NBA

### Temporada regular
| Año     | Equipo    | PJ  | PT  | MPP  | %TC  | %3P  | %TL  | RPP | APP | ROB | TPP | PPP  |
| ------- | --------- | --- | --- | ---- | ---- | ---- | ---- | --- | --- | --- | --- | ---- |
| 2015-16 | Boston    | 39  | 0   | 8.0  | .274 | .222 | .800 | 1.6 | .9  | .2  | .0  | 1.8  |
| 2016-17 | Boston    | 74  | 0   | 17.1 | .367 | .318 | .773 | 3.1 | 1.8 | .6  | .1  | 5.5  |
| 2017-18 | Boston    | 80  | 16  | 25.9 | .395 | .381 | .772 | 4.7 | 2.9 | 1.0 | .2  | 11.3 |
| 2018-19 | Boston    | 79  | 14  | 22.7 | .387 | .353 | .785 | 3.9 | 2.9 | .9  | .3  | 9.0  |
| 2019-20 | Charlotte | 63  | 63  | 34.3 | .423 | .407 | .874 | 4.4 | 4.1 | 1.0 | .2  | 18.0 |
| 2020-21 | Charlotte | 69  | 69  | 34.5 | .450 | .389 | .817 | 4.4 | 4.2 | 1.3 | .4  | 20.4 |
| 2021-22 | Charlotte | 73  | 73  | 33.7 | .444 | .374 | .852 | 4.3 | 4.5 | 1.3 | .3  | 19.3 |
| 2022-23 | Charlotte | 63  | 63  | 35.3 | .415 | .327 | .809 | 4.1 | 5.1 | 1.2 | .3  | 21.1 |
| 2023-24 | Charlotte | 30  | 30  | 35.5 | .459 | .358 | .845 | 3.9 | 6.6 | 1.1 | .4  | 23.2 |
| 2023-24 | Miami     | 31  | 30  | 31.5 | .423 | .371 | .913 | 4.2 | 4.6 | 1.0 | .3  | 16.4 |
| 2024-25 | Miami     | 64  | 23  | 25.9 | .391 | .295 | .852 | 3.7 | 2.6 | .6  | .2  | 10.6 |
| Total   | Total     | 665 | 381 | 27.6 | .418 | .361 | .829 | 3.9 | 3.5 | .9  | .2  | 13.9 |

### Playoffs
| Año   | Equipo | PJ | PT | MPP  | %TC  | %3P  | %TL   | RPP | APP | ROB | TPP | PPP  |
| ----- | ------ | -- | -- | ---- | ---- | ---- | ----- | --- | --- | --- | --- | ---- |
| 2016  | Boston | 5  | 0  | 19.8 | .391 | .364 | 1.000 | 3.4 | 1.2 | .2  | .6  | 4.8  |
| 2017  | Boston | 17 | 0  | 16.3 | .402 | .368 | .800  | 2.6 | 1.9 | .6  | .2  | 5.6  |
| 2018  | Boston | 19 | 19 | 36.6 | .406 | .347 | .821  | 5.3 | 5.7 | 1.3 | .3  | 16.5 |
| 2019  | Boston | 9  | 0  | 18.0 | .322 | .235 | .750  | 4.3 | 1.9 | .4  | .2  | 6.4  |
| Total | Total  | 50 | 19 | 24.7 | .393 | .335 | .809  | 4.0 | 3.3 | .8  | .3  | 9.8  |

## Vida personal

### Apuestas deportivas
El 30 de enero de 2025, la NBA anunció que Rozier estaba siendo investigado por las autoridades federales en relación con un escándalo de apuestas deportivas. El motivo principal es un partido de 2023 en el que se realizaron un gran volumen de apuestas 'a la baja' por su actuación, y en el que abandonó el partido con una lesión en el pie a los nueve minutos.